# Hércules de Alicante Club de Fútbol
Pour les articles homonymes, voir Hercules.
Maillots
L'Hércules de Alicante Club de Fútbol, S.A.D. est un club espagnol de football basé à Alicante, qui évolue actuellement en Primera Federación.

## Histoire
Le club évolue pendant vingt saisons en première division : de 1935 à 1942, puis lors de la saison 1945-1946, puis de 1954 à 1956, puis lors de la saison 1966-1967, ensuite pendant huit saisons consécutives entre 1974 et 1982, puis de 1984 à 1986, ensuite à nouveau lors de la saison 1996-1997, et enfin une dernière fois lors de la saison 2010-2011.
Le club obtient son meilleur classement en première division lors de la saison 1974-1975, où il se classe cinquième du championnat, avec 11 victoires, 14 nuls et 9 défaites.
Le club évolue également pendant 43 saisons en deuxième division. La dernière présence du club en deuxième division remonte à la saison 2013-2014.
Le club atteint à trois reprises les huitièmes de finale de la Copa del Rey, en 1996, 2009 et 2010, ce qui constitue ses meilleures performances dans cette compétition.

## Dates clés
- 1922 : Fondation du club par fusion du Club Natación de Alicante et de plusieurs autres clubs
- 1933 : Vainqueur du championnat régional de la fédération de Murciana
- 1935 : Première participation au championnat de Primera división
- 2010 : Première victoire face au FC Barcelone, 0-2.

## Identité du club

### Changements de nom
- 1914-1941 : Football Club Hércules
- 1941-1942 : Alicante Club Deportivo
- 1942-1943 : Hércules de Alicante
- 1943-1969 : Hércules Club de Fútbol
- 1969 : Hércules de Alicante Club de Fútbol
- 1969-2011 : Hércules Club de Fútbol
- 2011- : Hércules de Alicante Club de Fútbol

### Historique du logo

1996-2012
Depuis 2020

## Joueurs et personnalités du club

### Joueurs emblématiques

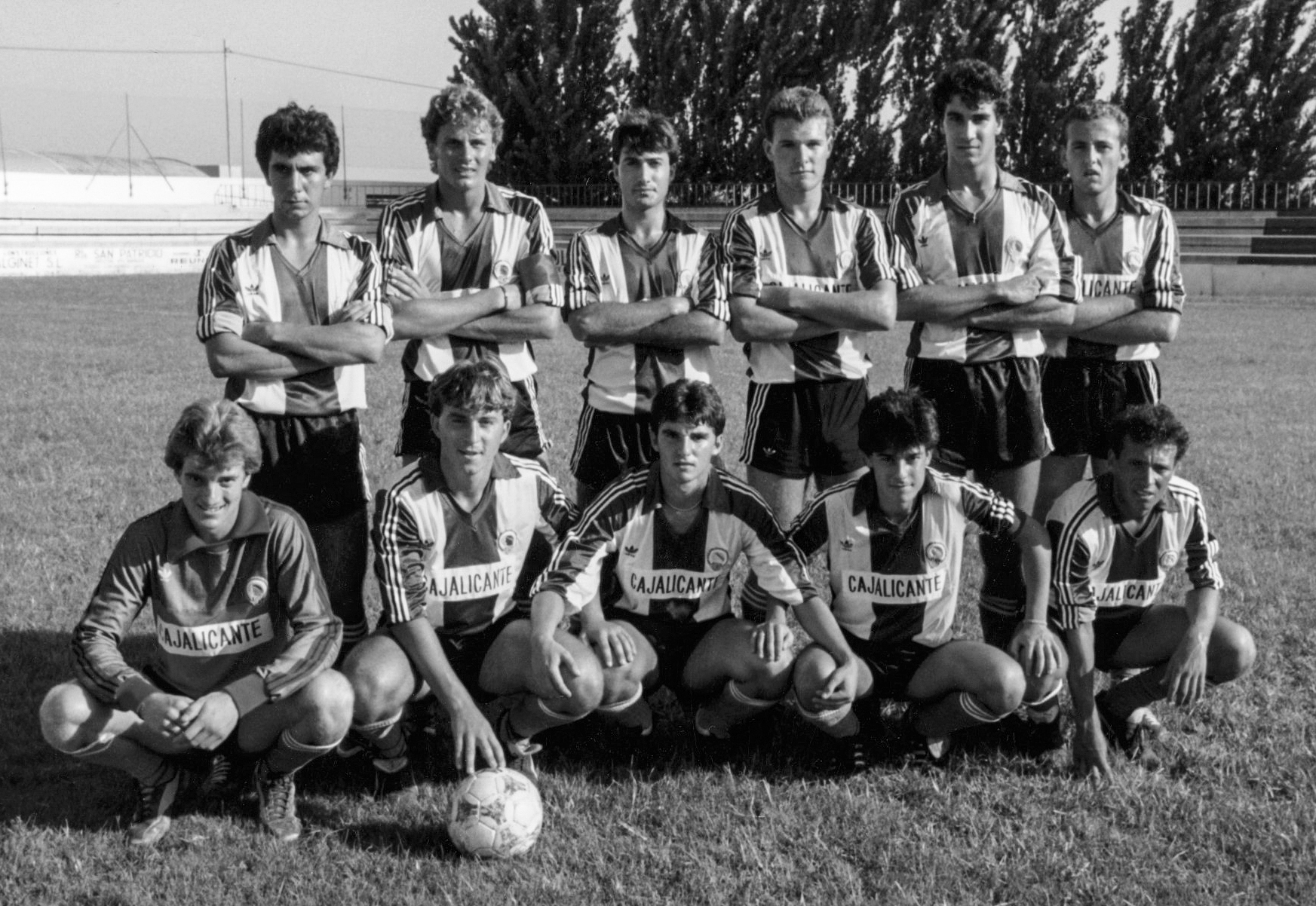
Line-up de la saison 1985-1986.

- Mario Kempes
- Miguel Ángel Santoro
- Rolando Schiavi
- Alfonso Troisi
- Peter Artner
- Waldo
- Sandro Mendes
- Matías Campos
- Abel Aguilar
- Rónald Gómez
- Alejandro Morera Soto
- Dubravko Pavličić
- Alfie Conn, Jr.
- Sendoa Aguirre
- José Joaquín Albaladejo
- Luis Aragonés
- Juan Calatayud
- César
- Juan Antonio Deusto
- Ismael Falcón
- Francisco Farinós
- Josep Maria Fusté
- Marquitos
- Ramón Marsal
- Alfredo Megido
- Carlos Muñoz Cobo
- Manuel Olivares
- Paco Peña
- Javier Portillo
- Francisco Rufete
- Salva García
- Adrián Sardinero
- Vicente Sierra Sanz
- Eladio
- José Torregrosa
- Antoni Torres
- Tote
- Olivier Thomert
- David Trezeguet
- Joachim Yaw
- Jorge Roldán
- José Roberto Figueroa
- Sandor Müller Smich
- Antal Nagy
- Pétur Pétursson
- Gaï Assulin
- Aarón Galindo
- Andrija Delibašić
- Peter Rufai
- Blas Pérez
- Eufemio Cabral
- Félix Torres
- Nelson Valdez
- Royston Drenthe
- Piet Velthuizen
- Flavio Maestri
- José Velásquez
- Jan Tomaszewski
- Tiago Gomes
- Ionel Dănciulescu
- Cristian Pulhac
- Mohamed Sarr
- Milan Osterc
- Kossi Agassa
- Gonzalo de los Santos
- Pierrino Lattuada
- Sebastián Taborda
- Darwin Machís
- Miodrag Kustudić